# Thore Jederby
Thore Jederby (John Tore Jederby), född 15 oktober 1913 i Hedvig Eleonora församling, Stockholm, död där 10 januari 1984, var en svensk musiker (basist), orkesterledare och kompositör.
Jederby var ursprungligen trumpetare och violinist, men studerade sedan kontrabas för Henry "Bas-Ludde" Lundin. Han var bland annat engagerad i Arne Hülphers och Thore Ehrlings orkestrar samt i Nisse Linds Hot-Trio innan han år 1946 startade sitt eget band. Som den skickliga instrumentalist han var anlitades han ofta som studiomusiker.
I slutet av 1960-talet anställdes han vid Sveriges Radio som musikproducent och producerade bland annat programmen På högt varv och Omodern dansmusik.

## Filmografi

### Musik
- 1949 – Kvinnan som försvann
- 1952 – Oppåt med Gröna Hissen

### Roller
- 1940 – Blyge Anton
- 1943 – En melodi om våren
- 1949 – Kvinnan som försvann

### Fotnoter
1. 1 2  Bibliothèque nationale de France, BnF Catalogue général : öppen dataplattform, id-nummer i Frankrikes nationalbiblioteks katalog: 140222485, läst: 10 oktober 2015.[källa från Wikidata]